# Синюховые (подсемейство)
Синюховые — подсемейство цветковых растений одноименного семейства Синюховые (Polemoniaceae).
|  |
|  |
|  |
|  |

## Роды
- Allophyllum (Nutt.) A.D.Grant & V.E.Grant
- Collomia Nutt. — Колломия
- Eriastrum Wooton & Standl.
- Gilia Ruiz & Pav. — Гилия
- Gymnosteris Greene
- Ipomopsis Michx.
- Langloisia Greene — Ланглуазия
- Leptodactylon Hook. & Arn.
- Linanthus Benth.
- Loeselia L.
- Loeseliastrum (Brand) Timbrook
- Microsteris Greene
- Navarretia Ruiz & Pav. — Навареттия
- Phlox L. — Флокс
- Polemonium L. — Синюха typus
- Saltugilia (V.E.Grant) L.A.Johnson